# Torre de Pollina
La Torre de Pollina (en italià: torre di Poglina), anomenada també Torre de l'Esperança, és una torre de guaita situada al promontori del mateix nom, a 65 metres d'altitud, al sud de l'Alguer, Sardenya.
A partir d'un informe del capità Marco Antonio Camos, la torre es va construir l'any 1572. Feta en pedra calcària, estructuralment igual que la Torre del Llatzeret. La torre és d'accés restringit, ja que es troba dins dels límits d'una zona militar. El terreny on s'aixeca era, fa més d'un segle, propietat de l'almirall i ministre alemany, Alfred von Tirpitz, que tenia forts vincles amb l'Alguer. Béns que li van ser confiscats a la Primera Guerra Mundial. Enrico Valsecchi explica la història d'aquest personatge als seus llibres.